# Atlantirivulus santensis
Atlantirivulus santensis es un killi de agua dulce de la familia Rivulidae. 

## Características
Son peces nativos del sureste de Brasil, desde Río de Janeiro hasta Santa Catarina; Viven en pantanos, arroyos y charcos de la Mata Atlántica, viven en aguas dulces de 20° a 26°, el ph oscila entre 5,38 y 6,30, si se adaptan bien pueden vivir en aguas un poco menos ácidas, el sustrato en el que habitan sea arenoso o rocoso, le gustan mucho las ramitas, las hojas y la vegetación densa. Los machos de la especie pueden ser territoriales y tienden a formar jerarquías dentro de los grupos.
Reproducción: Su reproducción es un pez anual, lo que significa que su ciclo de vida se divide en una fase acuática activa y una fase de resistencia en diapausa. Los huevos se depositan en el sustrato o vegetación acuática y pueden soportar la sequía, esperando la llegada de las lluvias.
Alimentación: Su dieta es carnívora, ingiriendo larvas de insectos, pequeños crustáceos y alevines, generalmente aceptando apenas alimento.
Dimorfismo sexual: Los machos son más brillantes y de color verdoso, mientras que las hembras son idénticas en color pero más pálidas, apagadas y "marrones".

## Morfología
El Atlantirivulus santensis tiene un cuerpo alargado y comprimido lateralmente, con una longitud máxima de 6,5 cm, y un color generalmente marrón verdoso.

## Distribución geográfica

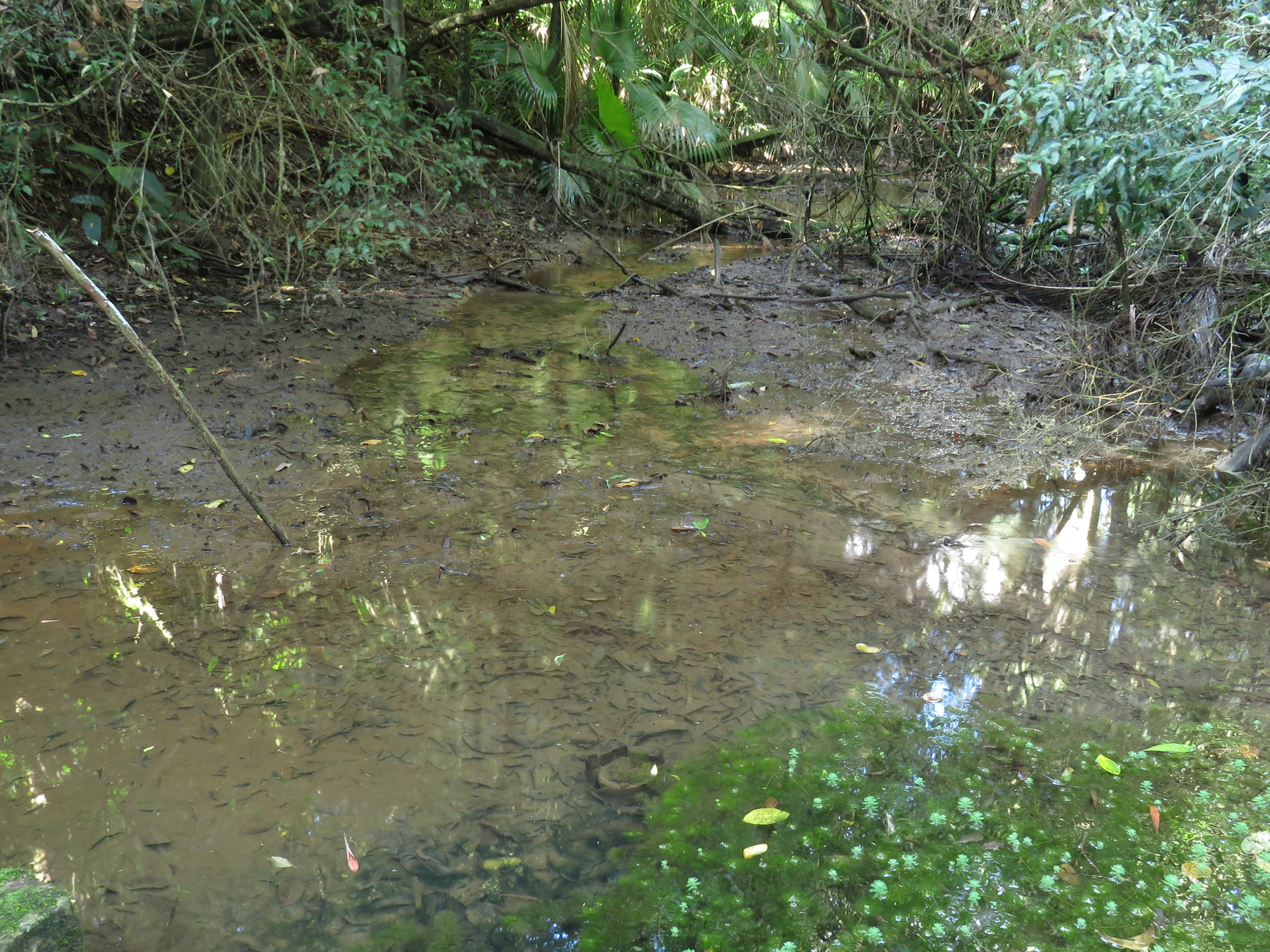
Arroyo Pirarungáua, Jardin Botánico SP, Mata Atlântica.

Se encuentran en el sureste de Brasil., en las Reservas de Mata Atlántica del Sudeste

## Hábitat
Viven en arroyos, manglares y ojos de agua entre 20 y 26 °C, no presentan comportamiento migratorio.
No recomendamos este pez para acuaristas principiantes, ya que es un pez difícil de mantener y generalmente solo acepta alimento vivo. este peixe é PROIBIDO a comercialização e criação "ilegal", podendo ser criado apenas com autorização do Ibama  